# Уилям Роуън Хамилтън
Уилям Роуън Хамилтън, също Хамилтон (на английски: William Rowan Hamilton) е ирландски математик, физик и астроном. Основните му трудове са в областта на механиката, оптиката, динамиката, теоретичната астрономия, функционалния анализ и теорията на диференциалните уравнения, но най-известен става с дефинирането на алгебричното понятие кватернион. Дейвид Спиърман го нарича най-великият учен на Ирландия
Като малък бил изпратен у чичо си Джеймс, който открил усета на Уилям към езиците. До 12-годишна възраст вече овладял 12 езика, имал интереси към математиката и географията. От 13 до 17-годишна възраст изучава съчиненията на Евклид, Нютон и Лаплас и открива съществена грешка в трудовете му по небесна механика. Негов приятел го убеждава да покаже записките си на Джон Бринкли, който по това време е първи кралски астроном в Ирландия. Бринкли съзира таланта на Уилям и го насърчава да продължава да учи математика и астрономия. На 22 години Хамилтън завършва колежа „Тринити“ към Дъблинския университет и веднага след дипломирането си става там професор по астрономия и директор на университетската астрономическа обсерватория.
Предвижда т.нар. конична рефракция при двуосните кристали, която скоро била експериментално наблюдавана от Хъмфри Лойд и става един от примерите за прилагане на научния метод. Разширява принципа на най-малкото действие, по-рано описан от Пиер Луи Мопертюи. Развива математическата теория на кватернионите и антикомутативните алгебри, която по-късно намира съществени приложения в квантовата механика.
Председател на Ирландската кралска академия от 1837 до 1846 г.